# جمعية الحماية والدفاع عن حقوق المرأة في السعودية
جمعية الحماية والدفاع عن حقوق المرأة في المملكة العربية السعودية هي منظمة سعودية غير حكومية تأسست للكفاح من أجل حقوق المرأة.أسستها كلا من وجيهة الحويدر وفوزية العيوني، وانبثقت من حركة عام 2007 للحصول علي حق النساء في قيادة السيارات. إن الجمعية ليست مرخصة رسمياً من قبل حكومة المملكة العربية السعودية ، وقد تم تحذيرها من تنظيم المظاهرات. في مقابلة عام 2007، وضحت وجيهة الحويدر أهداف الجمعية قائلة :
سوف تتألف الجمعية من عدد من اللجان ، تختص كل لجنة بمتابعة قضية مختلفة أو حق مختلف ... كتمثيل النساء في المحاكم الشرعية، ووضع [الحد الأدنى] لسن الزواج للفتيات والسماح للنساء برعاية شؤونهن في الوكالات الحكومية والسماح لهن بدخول المباني الحكومية و حماية المرأة من العنف المنزلي ، مثل العنف الجسدي أو اللفظي، أو حرمانها من حقها في الدراسة ، والعمل، أو الزواج، أو إجبارها على الطلاق ...
قامت الحملة الأولى للجمعية بجمع توقيعات على عريضة الملك عبد الله للسماح للمرأة بقيادة السيارة، وتم تجاهل العريضة.
في عام 2008، أطلقت الجمعية حملة «لا لاضطهاد المرأة». وعبرت هذه الحملة عن صوت المرأة السعودية التي تعرضت للظلم أو العنف من خلال قيامها بالعديد من التسجيلات لنساء تعرضن للقهر والظلم ، مع ضمان السرية الكاملة ووضعت التسجيلات على موقع يوتيوب. ووصفت الجمعية حملتها بأنها أعطت صوتًا للضحايا.